# Salento (Olaszország)
Salento  község (comune) Olaszország Campania régiójában, Salerno megyében.

## Fekvése
A megye központi részén fekszik. Határai: Casal Velino, Castelnuovo Cilento, Gioi, Lustra, Omignano, Orria, Perito és Vallo della Lucania.

## Története
Első említése 1043-ból származik, amikor a cavai apátsághoz tartozott. Valószínűleg veliai görögök alapították. A következő századokban nemesi birtok volt. A 19. században nyerte el önállóságát, amikor a Nápolyi Királyságban felszámolták a feudalizmust.

## Népessége
A népesség számának alakulása:

## Főbb látnivalói
- Santa Barbara-templom